# Patch-Test
Der Patch-Test in der Finite-Elemente-Methode, einem physikalischen Berechnungsverfahren, ist ein einfacher Indikator für die Qualität eines finiten Elements. Er wurde von Bruce Irons entwickelt.
Der Patch-Test benutzt ein Gebiet aus mehreren Elementen, das so aufgebaut ist, dass die exakte Lösung bekannt ist. Typischerweise besteht die exakte Lösung bei einem mechanischen Problem aus Verschiebungen, die linearen Funktionen gehorchen (eine sogenannte Lösung mit konstanten Verformungen). Die Elemente bestehen den Patch-Test, wenn die FE-Lösung und die analytische Lösung exakt gleich sind.
Der Patch-Test ist weder hinreichend noch notwendig für die Konvergenz der finiten Elemente. Das heißt, auch bei bestandenem Patch-Test ist nicht gewährleistet, dass die Lösung mit der FE-Methode gegen die exakte Lösung der partiellen Differentialgleichung konvergiert. Selbst bei einer immer weiteren Verfeinerung des FE-Netzes mit mehr Elementen. Andersherum liefert ein Nichtbestehen des Tests keine Aussage darüber, ob die FE-Lösung gegen die exakte Lösung konvergiert.